# Pável Klushantsev
Pável Vladímirovich Klushantsev (en ruso: Па́вел Влади́мирович Клуша́нцев  (25 de febrero de 1910 – 27 de abril de 1999) fue un camarógrafo ruso de categoría superior (1939), director de cine, productor, guionista y autor que trabajó durante la era soviética. Fue Artista Meritorio de Rusia (1970).

## Biografía
Pavel Klushantsev nació en San Petersburgo en una familia rusa.  Su madre era una ama de casa de ascendencia noble . Después de la Revolución de Octubre trabajó como profesora en un internado. Durante la década de 1930, su hermano mayor, un ex oficial blanco, fue arrestado bajo la sospecha del asesinato de Sergey Kirov y enviado a campos de prisioneros.  Murió de hambre durante el bloqueo de Leningrado . El padre de Pavel procedía de una pequeña ciudad de Staritsa, en el óblast de Tver . Después de graduarse en la Academia de Medicina de San Petersburgo, trabajó durante muchos años como médico zemstvo . Más tarde fue designado para trabajar en el Ministerio de Comercio e Industria del Imperio Ruso y se le concedió el título nobiliario personal . Después de la revolución pasó algunos años vendiendo billetes en una estación de tren. Murió en 1919.
En 1930, Klushantsev se graduó del Fototechnikum de Leningrado y fue cuatro años director de fotografía en Belgoskino. En 1934, se unió a Lenfilm/Lenauchfilm como director y productor. Allí dirigió y produjo principalmente películas educativas científicas, como Road to the Stars (1957). Antes de esta película, las películas de Klushantsev eran estrictamente factuales, pero aquí se basa en los hechos y los amplía. La película se convierte en un documental híbrido que mezcla la ciencia y la ficción, rozando la ciencia ficción en muchos aspectos. Los efectos especiales de la película incluyeron la precisión científica de la representación de la ingravidez, la construcción en la órbita terrestre, una estación espacial giratoria y un viaje en cohete a la Luna.
El planeta de las tormentas ( Planeta Bur ), el único largometraje de Klushantsev, se estrenó en 1962. En esta película, Klushantsev destaca especialmente por su meticuloso diseño y creación de "John el Robot". Basado en el pesado traje de buceo de aluminio fundido de Chester E. Macduffee de 1911, tenía más de 42 puntos de articulación en las principales articulaciones de su cuerpo: uno de los trajes de robot técnicamente más complejos de su tiempo. La película fue posteriormente reeditada y ampliada por Roger Corman para su distribución en Estados Unidos: como Voyage to the Prehistoric Planet (1965) de Curtis Harrington y como Voyage to the Planet of Prehistoric Women (1968) de Peter Bogdanovich . En ambas versiones, las escenas originales recibieron elogios.
Después de El planeta de las tormentas, Klushantsev cayó en desgracia en la URSS y volvió a hacer películas más basadas en la ciencia. En 1972 sus servicios fueron terminados.
Fue un conocido autor de libros científicos populares para jóvenes.
Pavel Klushantsev pasó sus últimos años en su apartamento de San Petersburgo. En una entrevista, criticó a la Rusia postsoviética por la ausencia de cultura y televisión, por la falta de interés en películas educativas y en formar eruditos. 
Klushatsev falleció a la edad de 89 años en 1999. Fue sepultado en la cripta de Smolensk. [4] Su pareja, la animadora Nadezda Alexandrovna Klushantseva (1912-2000), y sus dos hijos, Zhanna Klushantseva (1936-1945) y Mikhail Klushansev (1945), todavía están vivos.
Las obras de Pavel Klushantsev se encuentran entre la Fantastika rusa .
En 2002, la compañía danesa Vesterholt Film and TV lanzó un documental en inglés sobre la vida y los logros de Pavel Klushantsev, The Star Dreamer .

## Filmografía
- 1935. Siete barreras (Семь барьеров)
- 1937. Intrepidez (Неустрашимые)
- 1946. Aurora Boreal (Полярное сияние)
- 1947. Meteoritos / (Метеориты) (10 minutos)
- 1951. El Universo / Kosmos (Вселенная / Vselennaya)
- 1956. El secreto de una sustancia (Тайна вещества / Taina Veshestva) (50 minutos)
- 1957. El camino a las estrellas (Дорога к звёздам / Doroga k Zvezdam) (58 minutos)
- 1962. El planeta de las tormentas (Планета бурь / Planeta Bur) (78 minutos)
- 1965. Luna (Luna)
- 1968. Marte (Mars)
- 1970. ¡Veo la Tierra! (¡Vaya Zeml!) (16 minutos)
- 1972. El dictado del tiempo (Веление времени)

## Premios
- 1952. Universo : Festival Internacional de Cine de Karlovy Vary (KVIFF VII). Diploma IV, Festival Internacional de Cine, París.
- 1958. Camino a las estrellas : Festival de Cine de toda la Unión (VKF I), Moscú. Festival Internacional de Cine (ICF) Películas Técnicas y Científicas, Belgrado.
- 1966. Luna : Sello de Oro, Trieste IV ICF Películas Fantásticas.
- 1970. Artista Mérito de Rusia.